# 苯基环氧乙烷
苯基环氧乙烷是一种有机化合物。可由过氧苯甲酸和苯乙烯的Prilezhaev反应得到。

## 性质
苯基环氧乙烷可以被酸处理的活性炭催化，异构为苯乙醛。在白土作用下，发生开环反应，产物有苯乙醛、2,5-二苯基-1,4-二氧六环等。

## 用途
苯基环氧乙烷是药物、香料的重要中间体。